# Theodor Haecker
Theodor Haecker (né le 4 juin 1879 à Eberbach dans le royaume de Wurtemberg, mort le 9 avril 1945 à Ustersbach) est un écrivain catholique allemand et une figure importante de la résistance intérieure au nazisme.

## La résistance
La résistance de Theodor Haecker s'appuie sur une anthropologie culturelle de l'homme, fondée sur cette sentence de Tertullien : "l'âme est naturellement chrétienne". Au néo-paganisme nazi qui commence à triompher en Allemagne, Theodor Haecker oppose la figure de Virgile dans Virgile, père de l'Occident (traduit et publié par Jacques Maritain) où il rappelle que « les Grecs et les Romains ont accepté que le salut ne vienne pas d’eux, mais des Juifs ».
Il est surveillé par le régime nazi dès la publication de son ouvrage Le Chrétien et l'histoire. Ses écrits sur la « Bête » lui valent rapidement une interdiction d'écrire et de parler en public.
Condamné au silence, il entame alors la rédaction de ses Tag- und Nachtbücher (« Journal de jour et de nuit »). Ces documents, où il développe son opposition au régime nazi, servent de base intellectuelle à La Rose blanche, groupe de résistance animé par Hans et Sophie Scholl. Il met à disposition de ce réseau son atelier de Munich pour imprimer les quatre tracts par lequel la Rose Blanche appellera les intellectuels allemands à la résistance en 1942. Il anime également des réunions de lecture et de débat avec des étudiants de Munich, dont Hans et Sophie Scholl. Après le démantelement de la Rose blanche, la Gestapo accentue sa mise sous surveillance.

## Le Prix Theodor-Haecker
La ville d’Esslingen am Neckar a créé en 1995 le prix Theodor-Haecker "pour le courage civique et la sincérité politique".

## Ouvrages
- Virgile, père de l'Occident, traduit en français par Claude Martingay, Ad Solem, 1995 (rééd. 2007)
- Le Livre des jours et des nuits, traduit en français par Blaise Briod, Plon, 1951
- Métaphysique du sentiment, traduit en français par Armel Guerne, Desclée de Brouwer, 1953
- Le Chrétien et l'histoire, traduit en français par C. et J. Rastoin, Les Provinciales-Cerf 2006 (présentation en ligne).